# Epizoanthidae
Epizoanthidae é uma família de cnidários antozoários da ordem Zoanthidea.

## Géneros
Seguem os gêneros da família:
- Epizoanthus (Gray, 1867)
- Thoracactis (Gravier, 1918)